# Algèbre de Hecke affine
En mathématiques, une algèbre de Hecke affine est une algèbre associée à un groupe de Weyl affine et peut être utilisée pour prouver la conjecture de Macdonald portant sur les polynômes éponymes.

## Définition
Soit {\displaystyle V} un espace euclidien de dimension finie et {\displaystyle \Sigma } un système de racines affine sur {\displaystyle V}. Une algèbre de Hecke affine est une certaine algèbre associative qui est une déformation de l'algèbre de groupe {\displaystyle \mathbb {C} [W]} du groupe de Weyl {\displaystyle W} de {\displaystyle \Sigma } (le groupe de Weyl affine). Elle est généralement notée {\displaystyle H(\Sigma ,q)}, où {\displaystyle q:\Sigma \rightarrow \mathbb {C} } est la fonction dite « de multiplicité », qui joue le rôle de paramètre de déformation. En effet, pour {\displaystyle q\equiv 1}, l'algèbre de Hecke affine {\displaystyle H(\Sigma ,q)} n'est autre que l'algèbre de groupe {\displaystyle \mathbb {C} [W]}.

## Généralisations
Ivan Cherednik a introduit des généralisations des algèbres affines de Hecke appelées algèbres de Hecke doublement affines (double affine Hecke algebras, d'où l'acronyme DAHA sous lequel elles sont connues). Grâce à cet outil, il a pu donner une preuve de la conjecture de Macdonald pour les polynômes éponymes (en s'appuyant sur les travaux d'Eric Opdam (en)). Une autre source importante d'inspiration de Cherednik pour introduire les algèbres de Hecke doublement affines était les équations de Knizhnik–Zamolodchikov quantiques (en).